# Accentuate the Positive (álbum de Van Morrison)
Accentuate the Positive es el cuadragésimo quinto álbum de estudio del músico norirlandés Van Morrison, publicado por la compañía discográfica Virgin Records el 3 de noviembre de 2023. El álbum contiene versiones de las canciones favoritas de R&B y rock and roll de Morrison y marca el segundo álbum de versiones consecutivo del músico en 2023, después de Moving On Skiffle, que contiene versiones de canciones tradicionales. 

## Lista de canciones
| N.º | Título                           | Escritor(es)                                                                 | Duración |  |
| 1.  | «You Are My Sunshine»            | Jimmie Davis                                                                 | 3:42     |  |
| 2.  | «When Will I Be Loved»           | Phil Everly                                                                  | 3:52     |  |
| 3.  | «Two Hound Dogs»                 | Bill Haley, Frank Pingatore                                                  | 3:01     |  |
| 4.  | «Flip, Flop and Fly»             | Charles Calhoun, Lou Willie Turner                                           | 3:52     |  |
| 5.  | «I Want a Roof Over My Head»     | Harvey Oliver Brooks                                                         | 2:39     |  |
| 6.  | «Problems»                       | Felice Bryant, Boudleaux Bryant                                              | 4:37     |  |
| 7.  | «Hang Up My Rock and Roll Shoes» | Chuck Willis                                                                 | 2:42     |  |
| 8.  | «The Shape I'm In»               | Cathy Lynn, Otis Blackwell                                                   | 2:20     |  |
| 9.  | «Accentuate the Positive»        | Harold Arlen, Johnny Mercer                                                  | 3:24     |  |
| 10. | «Lonesome Train»                 | Dorsey Burnette, Glen Moore, Johnny Burnette. Milton Subotsky, Paul Burlison | 2:58     |  |
| 11. | «A Shot of Rhythm and Blues»     | Terry Thompson                                                               | 2:44     |  |
| 12. | «Shakin' All Over»               | Johnny Kidd, Guy Robinson                                                    | 3:00     |  |
| 13. | «Bye Bye Johnny»                 | Chuck Berry                                                                  | 2:58     |  |
| 14. | «Red Sails in the Sunset»        | Hugh Williams, Jimmy Kennedy                                                 | 2:50     |  |
| 15. | «Sea of Heartbreak»              | Paul Hampton, Hal David                                                      | 4:05     |  |
| 16. | «Blueberry Hill»                 | Vincent Rose, Larry Stock, Al Lewis                                          | 2:49     |  |
| 17. | «Bonaparte's Retreat»            | Pee Wee King, Redd Stewart                                                   | 2:14     |  |
| 18. | «Lucille»                        | Al Collins, Little Richard                                                   | 2:54     |  |
| 19. | «Shake Rattle and Roll»          | Calhoun                                                                      | 5:00     |  |

## Posición en listas
| País                            | Posición |
| ------------------------------- | -------- |
| Alemania (Offizielle Top 100)   | 21       |
| Austria (Ö3 Austria)            | 11       |
| Bélgica (Ultratop flamenca)     | 21       |
| Bélgica (Ultratop valona)       | 179      |
| España (PROMUSICAE)             | 44       |
| Países Bajos (Album Top 100)    | 42       |
| Escocia (Scottish Albums Chart) | 12       |
| Suiza (Schweizer Hitparade)     | 22       |
| Reino Unido (UK Albums Chart)   | 39       |